# Cantó de Saint-Savin (Gironda)
El cantó de Saint-Savin és un cantó francès del departament de la Gironda, situat al districte de Blaia. Té 16 municipis i el cap és Saint-Savin.

## Municipis
- Cavignac
- Cézac
- Civrac-de-Blaye
- Cubnezais
- Donnezac
- Générac
- Laruscade
- Marcenais
- Marsas
- Saint-Christoly-de-Blaye
- Saint-Girons-d'Aiguevives
- Saint-Mariens
- Saint-Savin
- Saint-Vivien-de-Blaye
- Saint-Yzan-de-Soudiac
- Saugon

## Història
| Data d'elecció                           | Identitat        | Partit | Qualitat |
| ---------------------------------------- | ---------------- | ------ | -------- |
| 1945-1961                                | Céleste Berteaud |        |          |
| 1961-1969                                | Armand Guindron  |        |          |
| 1969-1988                                | Alain Guirriec   | CNIP   |          |
| 1988-                                    | Alain Renard     | PS     |          |
| les dades anteriors no són pas conegudes |                  |        |          |
|                                          |                  |        |          |

## Demografia
| 1962   | 1968   | 1975   | 1982   | 1990   | 1999   | 2006   |
| ------ | ------ | ------ | ------ | ------ | ------ | ------ |
| 12.651 | 13.272 | 13.274 | 15.082 | 16.006 | 17.092 | 19.520 |